# Glencoe (Minnesota)
Glencoe è una città degli Stati Uniti d'America, situata in Minnesota, nella Contea di McLeod, della quale è anche il capoluogo.